# Proctotrupomorpha
Proctotrupomorpha (лат.) — инфраотряд перепончатокрылых насекомых из подотряда стебельчатобрюхие (Hymenoptera). Включает около 40000 описанных видов, распространённых по всему миру. Большинство видов — мелкие и микроскопические организмы (от 0,2 до 5 мм). Исключение представляют представители семейств Proctorenyxidae (до 14 мм) и Pelecinidae (с яйцекладом до 70 мм).

## Описание
Большая и разнообразная группа. Наиболее важный из характерных признаков был описан по строению переднего крыла как жилка «Cu, согнутая в развилке с M». Известно, что у проктотрупоморфов жилка Cu, когда она достаточно полная, прямая, более или менее на всем протяжении, от основания крыла до 2cu-a и далее, и, в частности, не имеет длинного изгиба кзади (в сторону заднего края крыла) ни у развилки M+Cu, ни в месте ее соединения с 1m-cu. Эта предполагаемая синапоморфия инфраотряда (Расницын, 1980: с. 83) фиксируется с самого раннего появления Mesoserphidae, стволового семейства Proctotrupoidea, в средней юре Даохугоу, Китай. Апоморфный задний изгиб Cu был впервые продемонстрирован у Jurapria Rasnitsyn, 1983 из поздней юры, а позднее (Rasnitsyn et al., 2004) был обнаружен также у Serphitidae, Trupochalcididae и базальных Chalcidoidea. Также наличие заднего изгиба Cu есть и у более старых и менее продвинутых таксонов Diaprioidea. Случай Platygastroidea является несколько спорным, поскольку наиболее базальное семейство, Proterosceliopsidae, показывает Cu прямой, в то время как некоторые Scelionidae показывают Cu изогнутой в вилке M+Cu. В то же время очевидно, что задний изгиб Cu является предметом предполагаемой гомоплазии, например, в Roproniidae, Monomachidae и Proctotrupidae. В равной степени задний изгиб Cu был утрачен у большинства тех Platygastroidea и Chalcidoidea, у которых сохранился видимый Cu.

## Биология и значение
Группа включает паразитоидных насекомых, откладывающие свои яйца в тело хозяев (насекомых и других членистоногих). В случае заражения яиц хозяев называются яйцеедами. Многие виды используются в биологическом методе борьбы с насекомыми-вредителями.

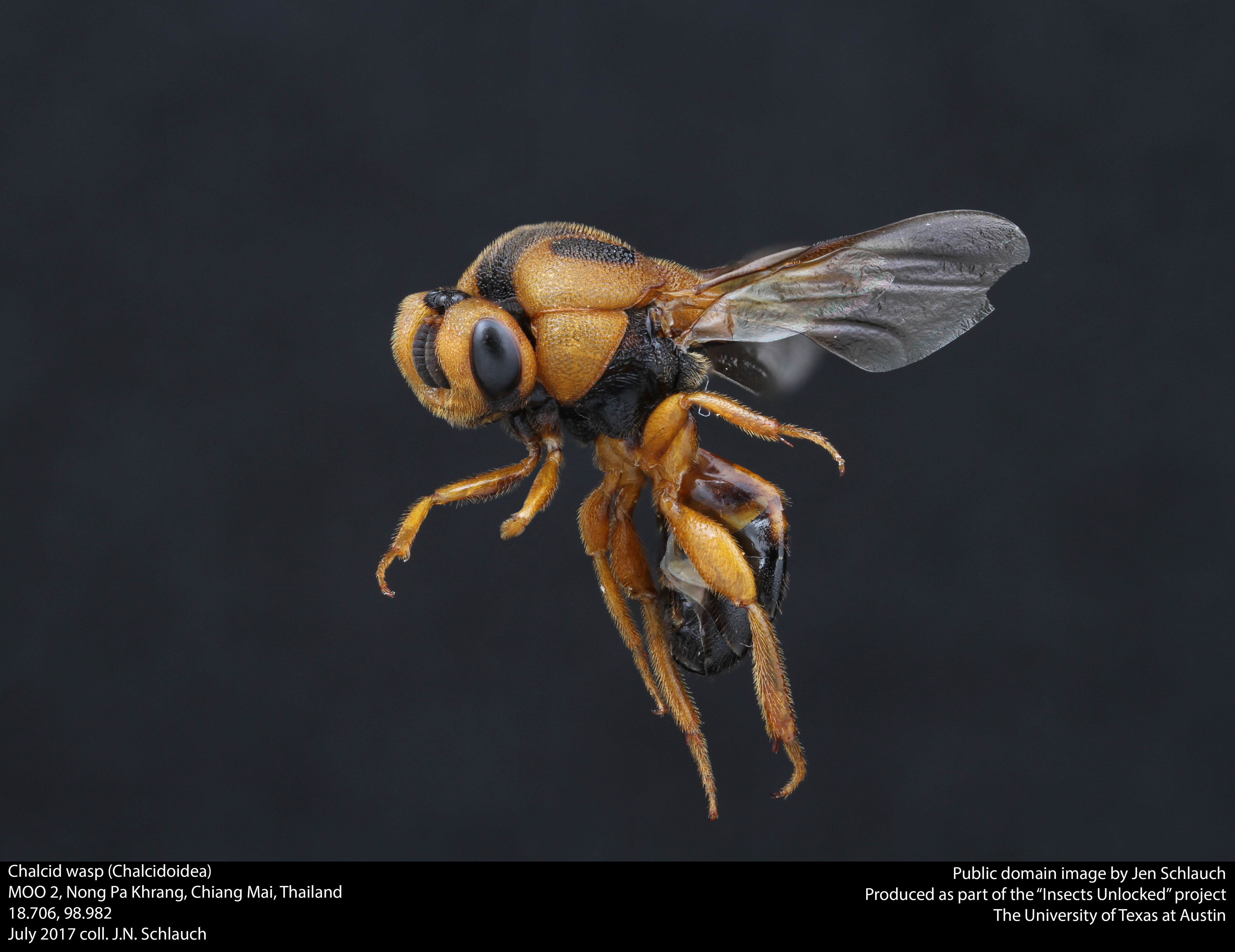
Philomides sp. (Perilampidae, Chalcidoidea)
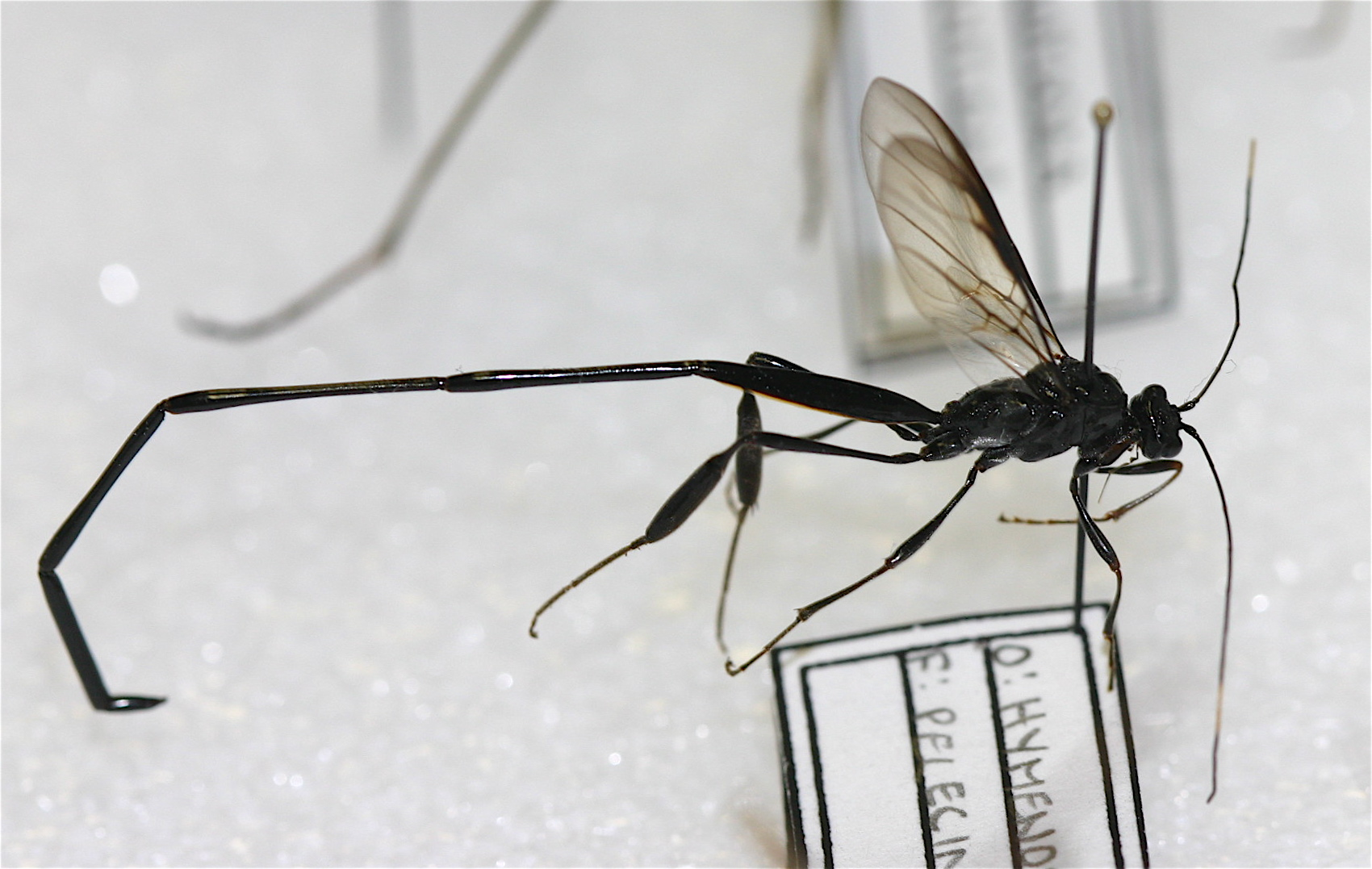
Pelecinus polyturator (Pelecinidae, Proctotrupoidea)

## Классификация
Одна из крупнейших групп перепончатокрылых насекомых, включающая около 40000 видов, большинство из которых это хальциды (около 22 000 видов). Таксон был впервые выделен в 1988 году палеоэнтомологом Александром Расницыным и первоначально включал только три надсемейства Proctotrupoidea, Cynipoidea и Chalcidoidea. Позднее состав группы расширился за счёт включения надсемейств Platygastroidea (Goulet & Huber, 1993), Diaprioidea (Sharkey, 2007), Serphitoidea и Mymarommatoidea (Grimaldi & Engel, 2005).
В составе отряда перепончатокрылых насекомых инфраотряды были выделены в 1980-х годах с учётом ископаемых форм (Расницын, 1980, 1988): сидячебрюхие Xyelomorpha, Siricomorpha, Tenthredinomorpha, Orussomorpha; стебельчатобрюхие Evaniomorpha, Ichneumonomorpha, Ceraphronomorpha, Proctotrupomorpha, Stephanomorpha, Vespomorpha (все жалящие Aculeata).
В 2020 году в ходе ревизии инфраотряда Proctotrupomorpha была проведена реклассификация некоторых паразитических надсемейств и выделена новая клада Bipetiolarida.
- клада Bipetiolarida  Engel, 2005
  - Serphitoidea Brues, 1937
    - †Archaeoserphitidae Engel, 2016[5]
    - Serphitidae Brues, 1937

  - Mymarommatoidea Debauche, 1948
    - Mymarommatidae Debauche, 1948
    - †Alavarommatidae Ortega-Blanco et al., 2011
    - †Dipterommatidae Rasnitsyn et al., 2019[6]
    - †Gallorommatidae Gibson et al., 2007[7]
- Cynipoidea
  - Austrocynipidae Riek, 1971
  - Ibaliidae Thomson, 1862
  - †Protimaspidae Liu & Engel, 2007[8]
  - †Stolamissidae Liu & Engel, 2007[8]
  - Liopteridae Ashmead, 1895
  - †Gerocynipidae Liu & Engel, 2007[8]
  - Figitidae Thomson, 1962
  - Cynipidae Latreille, 1802
  - Paraulacidae Nieves-Aldrey & Liljeblad, 2009
  - Diplolepididae Latreille, 1802
- Chalcidoidea  Spinola, 1811
  - 50 семейств и плюс 3 вымерших (†Diversinitidae и другие)
- Diaprioidea  Haliday, 1833
  - Diapriidae  Haliday, 1833, Ismaridae  Thomson, 1858, †Spathiopterigidae  Engel & Ortega-Blanco, 2013 (исключены Monomachidae  Szepligeti, 1889 и Maamingidae  Early et al., 2001)
- Platygastroidea  Haliday, 1833
  - Platygastridae  Haliday, 1833, Scelionidae  Haliday, 1839, Nixoniidae  Masner, 1976, †Proterosceliopsidae  Talamas et al., 2019
- Proctotrupoidea
  - Mesoserphidae, Pelecinidae, Proctotrupidae (включая Vanhorniidae), Roproniidae (включая Proctorenyxidae), Heloridae (включая Peradeniidae), Austroniidae, Monomachidae, Maamingidae
- incertae sedis (неясная позиция)
  - †Jurapriidae Rasnitsyn, 1983
  - †Chalscelionidae Rasnitsyn & Öhm-Kühnle, 2020[1]
  - †Trupochalcididae  Kozlov in Rasnitsyn, 1975 (=†Cretacoformicidae  Rasnitsyn & Öhm-Kühnle, 2019)[1][9]
  - †Uroprionulidae Engel, 2025 (меловой ливанский янтарь)[10]
    - †Uroprionulus zenobia Engel, 2025